# 32018 Robhenning
32018 Robhenning è un asteroide della fascia principale. Scoperto nel 2000, presenta un'orbita caratterizzata da un semiasse maggiore pari a 2,3652469 UA e da un'eccentricità di 0,1369485, inclinata di 5,58919° rispetto all'eclittica.